# 金福柱
金福柱（韓語：김복주，1960年10月17日—），韩国前中距离跑运动员。他曾参加1984年夏季奥运会田径比赛，还曾获得1982年亚洲运动会男子800米银牌以及1986年亚洲运动会男子800米金牌。